# Свадьба с приданым (фильм)
«Сва́дьба с прида́ным» — советский художественный цветной музыкальный комедийный фильм-спектакль, снятый в 1953 году на киностудии «Мосфильм».
Фильм поставлен по пьесе Николая Дьяконова. Перевод с языка коми сделан писателем и драматургом Анатолием Глебовым. Комедия была экранизирована после ошеломляющего успеха спектакля с одноимённым названием в постановке Московского театра Сатиры. Премьера спектакля «Свадьба с приданым» состоялась в Театре Сатиры 12 марта 1949 года. Постановка была показана 152 раза и всегда шла с неизменным аншлагом.
В спектакле и фильме звучат три песни на стихи поэта Алексея Фатьянова: «Зацветает степь лесами», «На крылечке твоём» и «Хвастать, милая, не стану» («Куплеты Курочкина»). Музыку к песням написал Борис Мокроусов.
Автор пьесы и исполнители главных ролей В. Васильева и В. Доронин, также снявшиеся и в фильме-спектакле, были отмечены Сталинской премией.

## Сюжет
Лучшие бригадиры двух соревнующихся колхозов, Ольга Степанова и Максим Орлов, давно влюблены друг в друга. Но Ольга — ударница, а самолюбивому Максиму никак не удаётся опередить её по показателям. Максим засылает к Ольге сватов, но тут же между женихом и невестой происходит ссора на производственной почве, и всё идёт к разрыву. Ольге готов предложить руку и сердце «первый парень на деревне» Николай Курочкин. Но работа как ссорит, так и мирит влюблённых.

## В ролях
| Актёр             | Роль                                                                                 |
| ----------------- | ------------------------------------------------------------------------------------ |
| Вера Васильева    | лучший бригадир колхоза «Искра» Ольга Степановна Степанова                           |
| Владимир Ушаков   | лучший бригадир (затем председатель) колхоза «Заря» Максим Николаевич Орлов          |
| Виталий Доронин   | бригадир (затем колхозник) колхоза «Искра» Николай Терентьевич Курочкин              |
| Михаил Дорохин    | колхозник колхоза «Искра» Федя-гармонист                                             |
| Галина Кожакина   | колхозница колхоза «Заря» Люба Бубенчикова                                           |
| Владимир Дорофеев | бригадир колхоза «Искра» Авдей Спиридонович Мукосеев                                 |
| Любовь Кузьмичёва | председатель колхоза «Искра», вдова, мать Ольги и Галины Василиса Павловна Степанова |
| Кира Канаева      | колхозница, сестра Ольги Галя Степанова                                              |
| Дмитрий Дубов     | агроном и секретарь партбюро колхоза «Искра» Александр Сергеевич Муравьёв            |
| Георгий Иванов    | председатель (затем бригадир) колхоза «Заря» сват Семён Иванович Пирогов             |
| Татьяна Пельтцер  | Лукерья Власьевна Похлёбкина                                                         |

## Съёмочная группа
- Сценарий — Татьяна Лукашевич (в титрах не указана)
- Постановка — Татьяна Лукашевич, Борис Равенских
- Операторы — Николай Власов, Семён Шейнин
- Текст песен — Алексей Фатьянов
- Композиторы — Николай Будашкин, Борис Мокроусов
- Звукооператор — Лев Трахтенберг
- Художник — Александр Жаренов
- Монтажёр — Г. Славатинская
- Директор картины — М. Левин
- Оркестр Главного Управления Кинематографии
Дирижёр — Я. Чернявский

### Восстановленная версия
Фильм восстановлен на киностудии «Мосфильм» в 1972 году.
- Режиссёр восстановления — Д. Васильев
- Звукооператор — И. Любченко
- Оператор — Семён Шейнин